# Cité de Salford
Pour les articles homonymes, voir Salford (homonymie).

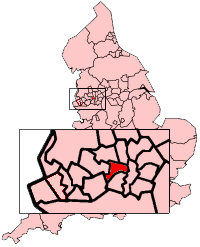
Localisation de la Cité de Salford en Angleterre

La Cité de Salford (en anglais : City of Salford) est une cité et un district métropolitain du Grand Manchester, en Angleterre. Elle porte le nom de sa principale ville, Salford, et couvre un territoire comprenant les villes d'Eccles, Swinton, Pendlebury, Walkden et Irlam. Le conseil de la cité siège au Salford Civic Centre (en) à Swinton.

## Source
- (en) Cet article est partiellement ou en totalité issu de l’article de Wikipédia en anglais intitulé « City of Salford » (voir la liste des auteurs).